# Экулизумаб
Экулизумаб — лекарство, продаётся под торговыми названиями Солирис (англ. Soliris) и Элизария (англ. Elizaria) и используется для лечения заболеваний как: пароксизмальная ночная гемоглобинурия (ПНГ), атипичный гемолитико-уремический синдром (аГУС), генерализованная миастения (гМГ) и заболеваний из спектра оптикомиелит-ассоциированных расстройств (NMOSD).
У людей с ПНГ он снижает как разрушение эритроцитов, так и потребность в переливании крови, но, по-видимому, не влияет на риск смерти.
Экулизумаб был первым препаратом, одобренным для каждого из его применений, его одобрение было предоставлено на основании небольших испытаний.
Побочные эффекты включают в себя риск менингококковых инфекций, и его назначают только тем, кто зарегистрирован и придерживается стратегии оценки и смягчения рисков, которая включает консультирование людей и обеспечение их вакцинации. Это гуманизированное моноклональное антитело, действующее как концевой ингибитор комплемента.
Препарат был разработан, изготовлен и продан компанией Alexion Pharmaceuticals, которая имела патентную эксклюзивность до 2017 года. Alexion начала продавать экулизумаб в 2007 году, заработав 295 миллионов долларов в 2008 году, а его цена акций выросла на 130 % в 2010 году. В 2010 году это был самый дорогой препарат в мире. Стоимость текущего лечения в Великобритании составляло 340 200 фунтов стерлингов (приблизительно 430 000 евро в год), 500 000 долларов США в год в Канаде, и 409 500 долларов США в год в США (2010). В 2015 году это был 4-й самый дорогой препарат в США на душу населения.

## Применение в лечебной практике
Экулизумаб используется для лечения атипичного гемолитического уремического синдрома (аГУС), пароксизмальной ночной гемоглобинурии (ПНГ), рефрактерной генерализованной миастении (гМГ) и спектра заболеваний оптикомиелит-ассоциированных расстройств (NMOSD).
Для людей с ПНГ это улучшает качество жизни и уменьшает потребность в переливании крови, но, по-видимому, не влияет на риск смерти. Препарат не меняет риск образования тромбов, миелодиспластический синдром, острый миелоидный лейкоз или апластическую анемию.
Препарат вводят в кабинете врача или в клинике путём внутривенного вливания.
При беременности применяется только в случае необходимости.

## Побочные эффекты
Экулизумаб содержит «список побочных эффектов» с предупреждением о риске менингококковых инфекций и может быть назначен только врачами, которые зарегистрировались и придерживаются стратегии оценки и снижения рисков, требуемой «Управлением по санитарному надзору за качеством пищевых продуктов и медикаментов США» (FDA). FDA ведёт список врачей и консультирующих людей, которым назначают препарат. Все учебные материалы и обеспечение для вакцинации документируются.
Экулизумаб ингибирует активацию терминального комплемента и поэтому делает людей уязвимыми для заражения инкапсулированными организмами. Опасные для жизни и смертельные менингококковые инфекции встречались у людей, получавших экулизумаб. Люди, получающие экулизумаб, имеют риск развития инвазивного менингококкового заболевания в 2000 раз. Из-за повышенного риска менингококковых инфекций, менингококковая вакцинация рекомендуется, по крайней мере, за 2 недели до приёма экулизумаба, если только риск откладывания терапии экулизумабом не перевешивает риск развития менингококковой инфекции, и в этом случае менингококковая вакцина должна быть введена, как только возможно. Как конъюгированная менингококковая вакцина серогруппы A, C, W, Y, так и менингококковая вакцина серогруппы B рекомендуются для людей, получающих экулизумаб. Получение рекомендованных прививок может не предотвратить все менингококковые инфекции, особенно от негруппируемого N. meningiditis. В 2017 году стало ясно, что несмотря на вакцинацию, экулизумаб вызывал инвазивное менингококковое заболевание, поскольку он препятствует способности антименингококковых антител защищать от инвазивного заболевания.
На этикетках препарата также содержатся предупреждения о тяжёлой анемии, возникающей в результате разрушения эритроцитов, а также о серьёзных случаях образования тромбов в мелких кровеносных сосудах.
Головные боли — распространённые побочные эффекты, возникающие более чем у 10 % людей, принимающих препарат.

## Фармакология
Считается, что метаболизм экулизумаба происходит через лизосомальные ферменты, которые расщепляют антитело с образованием небольших пептидов и аминокислот. Объём распределения экулизумаба в людях приближается к плазме.

### Химия
Экулизумаб представляет собой рекомбинантное гуманизированное моноклональное антитело против белка комплемента С5. Это иммуноглобулин G-каппа (IgGκ), состоящий из константных областей человека и определяющих комплементарность областей мыши, привитых на вариабельные области лёгкой и тяжёлой цепи человеческого каркаса. Соединение содержит две тяжелые цепи с 448 аминокислотами и две легкие цепи с 214 аминокислотами и имеет молекулярную массу приблизительно 148 килодальтон (кДа).

## Общество и культура

### Нормативное утверждение
Экулизумаб был одобрен FDA в марте 2007 года для лечения ПНГ. Экулизумаб обладает исключительными правами до 2017 года, что защищает его от конкуренции до 2017 года. Когда FDA одобрило его в сентябре 2011 года для лечения aHUS он назначил его как препарат для лечения редких заболеваний.
Утверждение FDA 2011 года было основано на двух небольших проспективных исследованиях 17 человек и 20 человек.
Европейское агентство по лекарственным средствам одобрило его для лечения ПНГ в июне 2007 года и в ноябре 2011 года для лечения аГВ. Министерство здравоохранения Канады утвердило его в 2009 году для лечения ПНГ, а в 2013 году — как единственное лекарство для лечения АГ.

### В России
Компания Генериум 11 марта 2019 года зарегистрировала первый в мире биоаналог экулизумаба (торговое наименование — Элизария). Стоимость отечественного препарата на 25% ниже оригинального лекарства. Все стадии производства препарата, включая производство субстанции, налажены на производственной площадке Генериума во Владимирской области.
Компания Биокад 11 февраля 2019 года начала исследования эффективности самого дорогого в России препарата для лечения орфанных заболеваний — Солирис (экулизумаб) и своего биоаналога, также компанией проводятся исследования аналога Хумиры (адалимумаб), применяемой для лечения ювенильного артрита, включённого в 2018 году в перечень 12 ВЗН (программа «12 высокозатратных нозологий»)

### Цена
На 2017 год годовой курс лечения 5 пациентов Псковской области с заболеванием ночная пароксизмальная гемоглобинурия препаратом Экулизумаб сопоставим по цене оказания медикаментной помощи жителям всей Псковской области, страдающим сахарным диабетом — около 150 млн. руб.